# Дива Грабовчева
Дива Грабовчева (родена във Варвара (Прозор-Рама) – починала ок. 1680 г. в Кеджара) е митична хърватска католическа дева мъченица.

## Биография
Според легендата Дива е родена в село Варвара в Северна Херцеговина. Тя отказва предложение на турски благородник за ръката и сърцето си и бяга от дома си в областта Кеджара. Турчинът я намира и се опитва да я насили. Тя се противопоставя и той я убива. В началото на ХХ век археолог открива останките на младо момиче в гроб, свързан с легендата, и твърди, че това са останки на Дива Грабовчева.
Тя е символ на девствеността. Хърватският певец и композитор Марко Перкович записва албума "Diva Grabovčeva", посветен на нея. Неин паметник е издигнат от известния скулптор Кузма Ковачич.